# 守護天使

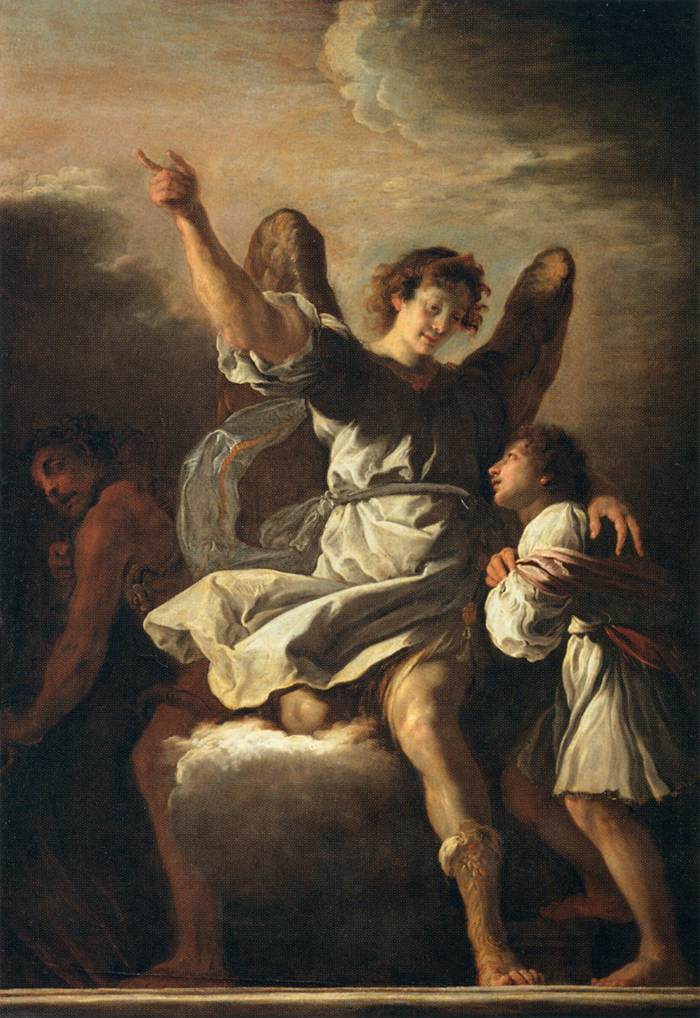
悪魔から子供を守る天使 Domenico Fetti 1615年 - 1618年頃

守護天使（しゅごてんし、英語: Guardian angel）は、一人一人についていて守り導く天使のこと。神が人間につけた天使で、その守護する対象に対して善を勧め悪を退けるようその心を導くとされる（カトリック教会）。欧州の都市にも守護天使を持つものが多い。
正教会などキリスト教のある教派で信じられている。日本ハリストス正教会では守護神使ともいう。
出生時に与えられる守護霊の概念のキリスト教化されたものと考えられる。
カトリック教会での守護天使の祝日は10月2日である。

## カトリック教会における守護天使

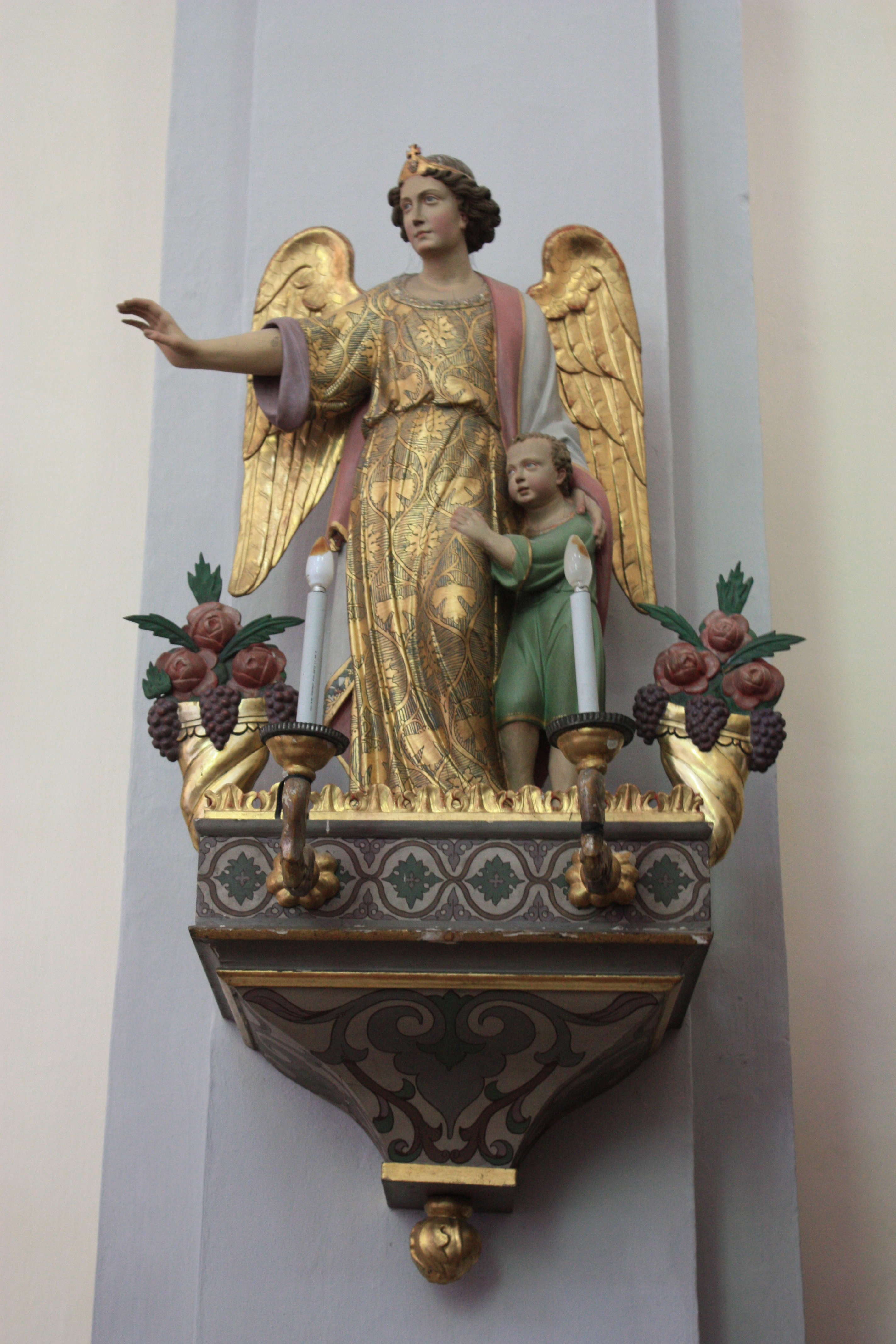
聖オズワルド教会の守護天使像, オーストリア

キリスト教における守護天使に関する教義は神学者トマス・アクィナスによって集成されている。トマスによると、全ての人々、クリスチャンであれ、それ以外であれ、たとえ大罪人であれ、決して離れることのない守護天使がついている、とする。守護天使とその守護する人間との関係について、守護天使は、人が自由意思を悪の方向に用いようとした時にも、それを止めさせることはしないが、その心を照らして良い方向に向けて霊感を吹き込むことだけをする、という。さらに守護天使とのコミュニケーションについて、人は天使に語りかけることが可能で、天使たちはその必要性、希望、欲求によって人間に語りかけ、啓蒙するとしている。
カトリック教会は、聖書における守護天使に関する記述は次のとおりとしている。
「あなたには災難もふりかかることがなく天幕には疫病も触れることがない。主はあなたのために、御使いに命じてあなたの道のどこにおいても守らせてくださる。彼らはあなたをその手にのせて運び、足が石に当たらないように守る。」 （詩編91.10-12）
「これらの小さな者を一人でも軽んじないように気をつけなさい。言っておくが、彼らの天使たちは天でいつもわたしの天の父の御顔を仰いでいるのである」（マタイ18.10）。
カトリック教会のカテキズムでは天使及び守護天使について次のようにしている。（カッコ内の数字はカテキズムの段数を表す。）
　
- 天使は全存在をあげて神に仕える者、神の使者です（329）。
- 天使は純粋に霊的な被造物として、知性と意思を備えています（330）。
- 人間は生まれてから死ぬときまで、天使たちの保護と執り成しを受けています。信者は保護者のような守護の天使に付き添われ、守られています。(336)[4]

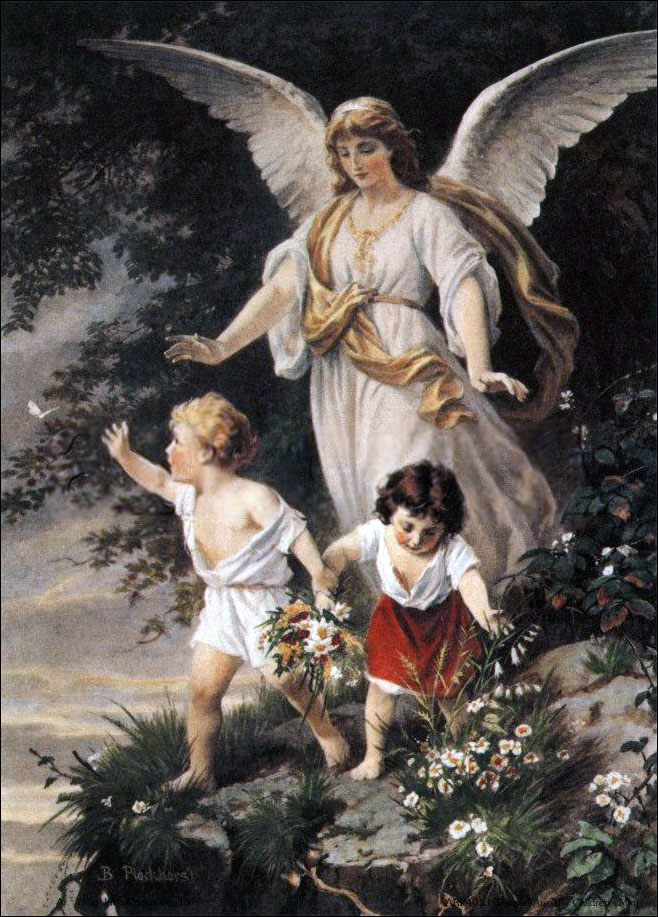
,ベルンハルト・プロックホルストによる守護天使 ドイツ

265代ローマ教皇ベネディクト16世は、10月2日（守護天使の祝日）におけるサン・ピエトロ広場に集まった信者へのメッセージで、守護天使について、次のように述べている。
「親愛なる友人の皆様。主（「イエスキリスト」を意味する。以下同じ）はいつも近くにいて、人類の歴史の中で働いておられます。主はまたご自分の天使たちの特別な現存をもってわたしたちとともにいてくださいます。今日、教会は天使たちを「守護の天使」、すなわちすべての人に対する神の気遣いの奉仕者としてあがめます。人間のいのちは、初めから死の時まで、天使たちの絶えざる保護に包まれています。天使たちは、勝利の元后であるロザリオの聖母の冠でもあります。（以下略）」

### 守護天使の記念日（10月2日）
カトリック教会は10月2日を守護天使の記念日とするが、その始まりは16世紀の中盤にかけてみることができる。この日は当初は聖務日課書に定められておらず、コルドバやトレドのような特定の地方教会で守護天使を記念する日とされていた。教会の暦に入れられたのは、17世紀初頭の教皇パウロ5世の時代であり、任意で記念するものとして入れられた。
その当時は、聖ミカエルの祝日の後にくる日とされ、聖ミカエルの祝日の補填的なものと考えられたようであるが、17世紀後半の教皇クレメント10世の時代に、10月2日と固定された日付が設定された。
最終的に現在のような守護天使の記念日として定められたのは19世紀後半、教皇レオ13世の時代である。